# Kampe (Mythologie)
Kampe (altgriechisch Καμπή Kampḗ, deutsch ‚Raupe‘, von κάμπτειν kámptein, deutsch ‚beugen, krümmen‘) ist in der griechischen Mythologie ein weibliches Ungeheuer, das als Waffe eine flammende Peitsche trug und auf Befehl des Kronos die Kyklopen und Hekatoncheiren im Tartaros bewachte. Als Zeus die Hilfe der Eingekerkerten im Kampf gegen die Titanen benötigte, erschlug er die Kampe.
Eine phantasievolle Beschreibung des Ungeheuers findet sich in den Dionysiaka des Nonnos von Panopolis:
Kampe,

dieses in vielen Gestalten sich windende Untier. Wohl tausend

fremdartig sich von den Schlangenfüßen kriechend zur Höhe

reckende Wesen entfachten den Kampf in wildem Gewimmel,

spritzten ihr Gift in die Weite. Rings um des Ungetüms Nacken

sproßten fünfzig verschiedene Köpfe reißender Bestien,

brüllten zum Teil mit Löwenhäuptern, vergleichbar dem grausen

Antlitz der Sphinx, der in Rätseln sprechenden Jungfrau; zum andern

Teile versprühten sie Schaumflocken unter den Hauern von Ebern,

ähnelten beinahe völlig dem Anblick der Skylla mit ihrer

Meute aus zahlreichen Köpfen wild kläffender Hunde: Des Untiers

Körper erschien in der Mitte als doppelgestaltiges Mädchen,

trug statt der Haare ein dichtes Geflecht giftsprühender Schlangen;

ihr hochragender Leib, von der Brust bis zum Ansatz der Schenkel

voller hart starrender Schuppen, glich den Meerungeheuern

täuschend; die Klauen an ihren weithin sich spreizenden Händen

waren gekrümmt, so scharf wie eine gebogene Sichel;

oben vom Nacken herunter über den riesigen Rücken

kroch, an den Hals des Mädchens geklammert, sich frei um sich selber

drehend, ein großer Skorpion mit eisgehärtetem Stachel.

Derart vielfältig gestaltet, wand die Kampe sich vorwärts,

konnte das Festland, die Lüfte, die Tiefe der Salzflut durchstreifen,

konnte mit einem düsteren Schwingenpaar aufwärts sich heben,

dabei Unwetter bringen und wilde Orkane erregen,

eine schwarzflüglige Tartarosnymphe; flackerndes Feuer

ließ aus den Augen hervor in die Weite Funken verstieben.
Es wurde vermutet, dass die von Nonnos beschriebene Kampe eine umgestaltete babylonische Tiamat sei. Vermutlich wurde Kampe mit der Echidna identifiziert, der sie jedenfalls von der Beschreibung her ähnelt. Ihr Aussehen ähnelt einem Kentauren, nur ist sie weiblich und sitzt auf einem Drachen und um ihre Beine winden sich Schlangen. Genau wie die Medusa besitzt sie Schlangenhaare und wie diese trägt sie einen Gürtel aus lebenden Tieren, der sich andauernd ändert.
Im Lexikon des Hesychios von Alexandria (K. 614) wird bemerkt, dass der Dichter Epicharmos die Kampe als ketos, also als Seeungeheuer bezeichnet hat.
Nach Diodor wurde Kampe nicht von Zeus, sondern von Dionysos erschlagen.